# Giuseppe Sannino
Giuseppe Sannino, detto Beppe (Ottaviano, 30 aprile 1957), è un allenatore di calcio ed ex calciatore italiano, di ruolo centrocampista, tecnico del Al-Ahly Bengasi.

## Biografia
Si trasferì con la famiglia da Napoli a Torino a seguito dell'assunzione di suo padre alla FIAT. Da piccolo era soprannominato ciabattino in quanto indossava infradito anche d'inverno.
Ritiratosi dal calcio giocato, lavorò da ausiliare all'Asl di Voghera; concludeva la giornata recandosi a Monza dove iniziò ad allenare. Sannino racconterà di aver lavorato per cinque anni in un ospedale civile e altrettanti in un manicomio come addetto alle pulizie per 900 euro al mese.

## Caratteristiche tecniche

### Allenatore
Utilizza il modulo tattico 4-4-2 di stampo sacchiano.

## Carriera

### Giocatore
Inizia con la maglia del Varese con cui non gioca nessuna gara in Serie B e prosegue in Serie D e Serie C con Milanese, Trento, Vogherese, Fanfulla dove vince la Coppa Italia Serie C, Pavia, Spezia, Vigevano, Entella.

### Allenatore
Dopo aver allenato le giovanili di Voghera, Pavia, Monza, nel 1996 allena l'Oltrepò in Eccellenza. Nel 1997 torna ad allenare le giovanili, questa volta del Como. Debutta nei professionisti in Serie C2 con la Biellese (esonerato), poi è al Südtirol con cui vince il campionato di Serie D e nella stagione successiva si salva in Serie C2. Dopo aver rotto con la dirigenza altoatesina, resta tra i professionisti allenando Meda (esonerato), Sangiovannese, Varese, (esonerato a causa del penultimo posto in classifica, peraltro in un contesto societario problematico e avviato al fallimento), Cosenza (esonerato). Nel 2006-2007, alla seconda esperienza col Lecco (l'anno prima arrivò 10º in C2), ottiene la promozione in Serie C1 dopo il secondo posto finale. Nella stagione successiva vince il campionato di Serie C2 2007-2008 col Pergocrema.

#### Varese
Il 2 ottobre 2008 torna alla guida del Varese, portandolo in due stagioni dalla Seconda Divisione alla Serie B (il primo anno vince il campionato, il secondo vince i play-off dopo il secondo posto finale). Dopo aver vinto la Panchina d'oro di Prima Divisione, nella stagione 2010-11 conduce il Varese al 4º posto in classifica di Serie B e ai play-off, persi in semifinale col Padova. A fine stagione è inserito nella formazione "Top 11" di Serie B 2010-2011 come miglior allenatore, vincendo la Panchina d'argento.

#### Siena
Il 6 giugno 2011 passa al Siena, in Serie A, con contratto biennale; il suo secondo è Francesco Baiano. Conduce i senesi alla salvezza, piazzandosi 14º in classifica con 44 punti pareggiando i record di punti fatti nelle stagioni 2007-2008 e 2008-2009. Nel 2012 raggiunge un traguardo storico per i bianconeri, traghettandoli in semifinale di Coppa Italia, dove la squadra è eliminata dal Napoli.

#### Palermo
Il 6 giugno 2012 rescinde il contratto col Siena con un anno d'anticipo e passa al Palermo, firmando un contratto biennale. Il suo staff tecnico è composto dal secondo Francesco Baiano, Francesco Bertini preparatore atletico, Luca Lomi e Elio Garavaglia collaboratori tecnici. Esordisce sulla panchina rosanero il 18 agosto con vittoria 3-1 sulla Cremonese, terzo turno di Coppa Italia. Dopo un pari e due sconfitte nelle prime tre gare di campionato e il terz'ultimo posto in classifica, il 16 settembre è esonerato dal presidente Maurizio Zamparini. Il 12 marzo 2013 torna al Palermo dopo la rescissione consensuale di Gian Piero Gasperini. Dopo aver rilanciato la squadra in piena corsa salvezza proponendo un buon calcio, cambiando la mentalità della squadra, il Palermo perde le ultime quattro gare di campionato e retrocede in Serie B con una gara d'anticipo e con 11 punti totali ottenuti nelle ultime 10 gare. Il suo rendimento totale è di 12 punti in 13 partite.
Il 22 maggio 2013 si dimette da allenatore del Palermo.

#### Chievo
Il 1º luglio 2013 diventa allenatore del ChievoVerona. Il 12 novembre seguente è esonerato a causa dell'ultimo posto in classifica (soli 6 punti con un'unica vittoria ottenuti in 12 gare).

#### Watford
Il 18 dicembre successivo diventa tecnico degli inglesi del Watford, in seconda divisione (Championship), subentrando al dimesso Gianfranco Zola; i suoi assistenti in quest'esperienza sono Francesco Troise, Giovanni Cusatis, Paolo De Toffol, Alfredo Sebastiani. Il 21 dicembre debutta da allenatore degli Hornets, pareggiando 1-1 sul campo dell'Ipswich Town. Con gli inglesi, termina al 13º posto in Championship 2013-2014.
Il 31 agosto 2014 si dimette a sorpresa da tecnico del Watford, dopo 12 punti raccolti in cinque gare di Championship 2014-2015.

#### Catania
Il 14 settembre 2014 diventa allenatore del Catania, in Serie B, subentrando all'esonerato Maurizio Pellegrino. In 15 gare ottiene 19 punti (5 vittorie, 4 pareggi, 6 sconfitte), contribuendo ad allontanarla dalla zona play-out. Il 19 dicembre successivo si dimette a causa di contrasti con la società, col Catania 2 punti sopra i play-out, sostituito nuovamente da Pellegrino.

#### Carpi
Il 29 settembre 2015 subentra all'esonerato Fabrizio Castori sulla panchina del Carpi in Serie A, rilevando la squadra all'ultimo posto in classifica a 2 punti. Il 3 ottobre 2015 esordisce vincendo 2-1 in casa col Torino, prima storica vittoria del Carpi in Serie A. Il 3 novembre, dopo 5 gare e 4 punti fatti e con la squadra all'ultimo posto in classifica, è esonerato.

#### Salernitana
Il 10 luglio 2016 viene ingaggiato dalla Salernitana in Serie B. Al termine della sedicesima giornata di campionato, nella quale i campani conquistano un pareggio in casa per 1-1 contro la Pro Vercelli, Sannino, che aveva assistito alla partita da un box in tribuna stampa, al fischio finale, visibilmente nervoso, pronuncia una frase pesante all'indirizzo della città, affermando che a Salerno "non hanno mai visto il calcio". A seguito di ciò, scatenatosi contro il pubblico campano e in contrasto con la società, durante la notte del 30 novembre decide di rassegnare le proprie dimissioni. Lascia la squadra al quindicesimo posto in classifica, a soli 2 punti dalla zona play-out.

#### Triestina
Il 28 giugno 2017 diventa il nuovo allenatore della Triestina; rassegna le dimissioni il 14 febbraio 2018 con la squadra in nona posizione.

#### Levadiakos
Il 22 ottobre 2018 viene annunciato come nuovo allenatore del Athlītikos Podosfairikos Omilos Levadeiakos, nella massima serie greca. Il 23 gennaio 2019 il club annuncia il suo esonero dopo il pareggio con l'Apollon Smyrnis.

#### Novara
Il 19 febbraio 2019 viene chiamato a sostituire William Viali sulla panchina del Novara, con la squadra al nono posto in classifica. Dopo la vittoria a tavolino per 0-3 con il fallito Pro Piacenza, il 2 marzo vince al debutto il derby con la Pro Vercelli per 2-1. Seguono altre sole 2 vittorie - contro Lucchese e Olbia, 3 pareggi e 4 sconfitte. Il 5 maggio, in seguito alla sconfitta per 3-0 contro il Pisa, al suo posto viene richiamato Viali nonostante il 9º posto e la qualificazione ai play-off del girone A.

#### Honved
Il 28 maggio 2019 viene ufficializzato il suo ingaggio da parte della squadra ungherese dell'Honvéd per la sua terza esperienza all'estero. Il 27 febbraio 2020 viene sospeso temporaneamente dalla carica di allenatore in via precauzionale in quanto positivo (asintomatico) al COVID-19, venendo sostituito nella sola partita contro il Diosgyor dal tecnico della squadra riserve István Pisont. Successivamente ritorna al timone della squadra, ma il 20 marzo seguente, dato l'aggravarsi della pandemia in Italia, decide di dimettersi dall'incarico di allenatore per ricongiungersi alla famiglia. Lascia l'Honved al sesto posto in campionato e con le semifinali di Coppa d'Ungheria ancora da disputare.

#### Ritorno al Levadiakos
Il 25 febbraio 2021 firma un contratto con i greci del Levadeiakos, tornando così sulla panchina della squadra di Livadeia dopo due anni. Rassegna le proprie dimissioni (sesta volta in sette anni) l'11 maggio 2021 per motivi personali, con la squadra in piena lotta per l'accesso ai play-off di seconda divisione.

#### Al Ittihad Tripoli
Il 6 settembre 2021 diviene l'allenatore del club libico dell'Al-Ittihad di Tripoli, miltante nella Prima Lega, la massima divisione nazionale. Il 27 gennaio 2022, preoccupato per la precaria situazione sanitaria in Libia a causa della pandemia di COVID-19, si dimette dall'incarico, lasciando la squadra prima dopo 6 giornate di campionato; dopo essere tornato in Italia risulta positivo al virus.

#### Nocerina
Il 1º luglio 2022 assume l'incarico di allenatore della Nocerina, in Serie D. Il 2 ottobre seguente, adducendo motivi personali non parte con la squadra per la trasferta di Casarano. Il giorno dopo la società rossonera annuncia di aver trovato l'accordo con Sannino per la risoluzione consensuale del contratto. 
Esperienze in Svizzera
Poche ore dopo la risoluzione con la Nocerina, il tecnico di Ottaviano, viene annunciato come nuovo allenatore degli svizzeri del FC Paradiso militante in terza serie elvetica.
Si dimette dall'incarico il 29 settembre 2024 per motivi personali. Il 18 marzo 2025 il Bellinzona lo ufficializza come nuovo tecnico per cercare di mantenere il posto in Challenge League. Conclude al settimo posto e gli viene rinnovato il contratto per la stagione successiva.

#### ritorno in Libia
Nell'agosto 2025 firma un contratto annuale con il club libico del Al-Ahly Bengasi, tornando cosi nel paese nordafricano dopo quattro anni.

## Statistiche

### Statistiche da allenatore
Statistiche aggiornate al 25 maggio 2025. In grassetto le competizioni vinte.
| Stagione            | Squadra            | Campionato        | Campionato | Campionato | Campionato | Campionato | Coppe nazionali | Coppe nazionali | Coppe nazionali | Coppe nazionali | Coppe nazionali | Coppe continentali | Coppe continentali | Coppe continentali | Coppe continentali | Coppe continentali | Altre coppe | Altre coppe | Altre coppe | Altre coppe | Altre coppe | Totale | Totale | Totale | Totale | % Vittorie | Piazzamento              |
| Stagione            | Squadra            | Comp              | G          | V          | N          | P          | Comp            | G               | V               | N               | P               | Comp               | G                  | V                  | N                  | P                  | Comp        | G           | V           | N           | P           | G      | V      | N      | P      | %          | Piazzamento              |
| ------------------- | ------------------ | ----------------- | ---------- | ---------- | ---------- | ---------- | --------------- | --------------- | --------------- | --------------- | --------------- | ------------------ | ------------------ | ------------------ | ------------------ | ------------------ | ----------- | ----------- | ----------- | ----------- | ----------- | ------ | ------ | ------ | ------ | ---------- | ------------------------ |
| 1998-1999           | Biellese           | C2                | 34         | 12         | 10         | 12         | CI-C            | 4               | 2               | 1               | 1               | -                  | -                  | -                  | -                  | -                  | -           | -           | -           | -           | -           | 38     | 14     | 11     | 13     | 36,84      | 8º                       |
| 1999-2000           | Südtirol           | D                 | 36+4       | 20+3       | 10+0       | 6+1        | CI-D            | 2               | 0               | 0               | 2               | -                  | -                  | -                  | -                  | -                  | -           | -           | -           | -           | -           | 42     | 23     | 10     | 9      | 54,76      | 1º (prom.)               |
| 2000-2001           | Südtirol           | C2                | 34         | 11         | 10         | 13         | CI-C            | 4               | 1               | 1               | 2               | -                  | -                  | -                  | -                  | -                  | -           | -           | -           | -           | -           | 38     | 12     | 11     | 15     | 31,58      | 11º                      |
| Totale Südtirol     | Totale Südtirol    | Totale Südtirol   | 74         | 34         | 20         | 20         |                 | 6               | 1               | 1               | 4               |                    | -                  | -                  | -                  | -                  |             | -           | -           | -           | -           | 80     | 35     | 21     | 24     | 43,75      |                          |
| 2001-2002           | Meda               | C2                | 34         | 9          | 11         | 14         | CI-C            | 4               | 0               | 0               | 4               | -                  | -                  | -                  | -                  | -                  | -           | -           | -           | -           | -           | 38     | 9      | 11     | 18     | 23,68      | 14º                      |
| 2002-2003           | Sangiovannese      | C2                | 34+4       | 16+2       | 14+1       | 4+1        | CI-C            | 7               | 4               | 2               | 1               | -                  | -                  | -                  | -                  | -                  | -           | -           | -           | -           | -           | 45     | 22     | 17     | 6      | 48,89      | 6º                       |
| 2003-mar. 2004      | Varese             | C2                | 7          | 2          | 3          | 2          | CI-C            | 4               | 1               | 0               | 3               | -                  | -                  | -                  | -                  | -                  | -           | -           | -           | -           | -           | 11     | 3      | 3      | 5      | 27,27      | Eson.                    |
| 2004-2005           | Cosenza            | D                 | 34         | 10         | 12         | 12         | CI-D            | 4               | 2               | 1               | 1               | -                  | -                  | -                  | -                  | -                  | -           | -           | -           | -           | -           | 38     | 12     | 13     | 13     | 31,58      | 9º                       |
| 2005-2006           | Lecco              | C2                | 34         | 9          | 14         | 11         | -               | -               | -               | -               | -               | -                  | -                  | -                  | -                  | -                  | -           | -           | -           | -           | -           | 34     | 9      | 14     | 11     | 26,47      | 10º                      |
| 2006-2007           | Lecco              | C2                | 34+4       | 16+2       | 12+2       | 6          | CI-C            | 5               | 0               | 2               | 3               | -                  | -                  | -                  | -                  | -                  | -           | -           | -           | -           | -           | 43     | 18     | 16     | 9      | 41,86      | 2º (prom.)               |
| Totale Lecco        | Totale Lecco       | Totale Lecco      | 72         | 27         | 28         | 17         |                 | 5               | 0               | 2               | 3               |                    | -                  | -                  | -                  | -                  |             | -           | -           | -           | -           | 77     | 27     | 30     | 20     | 35,06      |                          |
| 2007-2008           | Pergocrema         | C2                | 34         | 14         | 15         | 5          | CI-C            | 6               | 2               | 2               | 2               | -                  | -                  | -                  | -                  | -                  | S-C2        | 2           | 0           | 0           | 2           | 42     | 16     | 17     | 9      | 38,10      | 1º (prom.)               |
| ott. 2008-2009      | Varese             | 2D                | 29         | 16         | 11         | 2          | CI-LP           | 2               | 1               | 0               | 1               | -                  | -                  | -                  | -                  | -                  | S-2D        | 2           | 1           | 1           | 0           | 32     | 18     | 12     | 3      | 56,25      | Sub., 1º (prom.)         |
| 2009-2010           | Varese             | 1D                | 34+4       | 17+2       | 11+1       | 6+1        | CI+CI-LP        | 2+6             | 0+2             | 2+3             | 0+1             | -                  | -                  | -                  | -                  | -                  | -           | -           | -           | -           | -           | 46     | 21     | 17     | 8      | 45,65      | 2º (prom.)               |
| 2010-2011           | Varese             | B                 | 42+2       | 16         | 20+1       | 6+1        | CI              | 2               | 1               | 0               | 1               | -                  | -                  | -                  | -                  | -                  | -           | -           | -           | -           | -           | 46     | 17     | 21     | 8      | 36,96      | 4º                       |
| Totale Varese       | Totale Varese      | Totale Varese     | 118        | 53         | 47         | 18         |                 | 16              | 5               | 5               | 6               |                    | -                  | -                  | -                  | -                  |             | 2           | 1           | 1           | 0           | 136    | 59     | 53     | 24     | 43,38      |                          |
| 2011-2012           | Siena              | A                 | 38         | 11         | 11         | 16         | CI              | 6               | 4               | 1               | 1               | -                  | -                  | -                  | -                  | -                  | -           | -           | -           | -           | -           | 44     | 15     | 12     | 17     | 34,09      | 14º                      |
| 2012-2013           | Palermo            | A                 | 13         | 3          | 3          | 7          | CI              | 1               | 1               | 0               | 0               | -                  | -                  | -                  | -                  | -                  | -           | -           | -           | -           | -           | 14     | 4      | 3      | 7      | 28,57      | Eson., Sub., 18º (retr.) |
| ago.-nov. 2013      | Chievo             | A                 | 12         | 1          | 3          | 8          | CI              | 2               | 2               | 0               | 0               | -                  | -                  | -                  | -                  | -                  | -           | -           | -           | -           | -           | 14     | 3      | 3      | 8      | 21,43      | Eson.                    |
| dic. 2013-2014      | Watford            | FLC               | 26         | 9          | 8          | 9          | -               | -               | -               | -               | -               | -                  | -                  | -                  | -                  | -                  | -           | -           | -           | -           | -           | 26     | 9      | 8      | 9      | 34,62      | Sub., 13º                |
| lug.-ago. 2014      | Watford            | FLC               | 5          | 4          | 0          | 1          | FACup+CdL       | 0               | 0               | 0               | 0               | -                  | -                  | -                  | -                  | -                  | -           | -           | -           | -           | -           | 5      | 4      | 0      | 1      | 80,00      | Dimiss.                  |
| Totale Watford      | Totale Watford     | Totale Watford    | 31         | 13         | 8          | 10         |                 | 0               | 0               | 0               | 0               |                    | -                  | -                  | -                  | -                  |             | -           | -           | -           | -           | 31     | 13     | 8      | 10     | 41,94      |                          |
| set.-dic. 2014      | Catania            | B                 | 15         | 5          | 4          | 6          | CI              | -               | -               | -               | -               | -                  | -                  | -                  | -                  | -                  | -           | -           | -           | -           | -           | 15     | 5      | 4      | 6      | 33,33      | Dimiss.                  |
| set.-nov. 2015      | Carpi              | A                 | 5          | 1          | 1          | 3          | CI              | 0               | 0               | 0               | 0               | -                  | -                  | -                  | -                  | -                  | -           | -           | -           | -           | -           | 5      | 1      | 1      | 3      | 20,00      | Eson.                    |
| ago.-nov. 2016      | Salernitana        | B                 | 16         | 3          | 9          | 4          | CI              | 2               | 1               | 0               | 1               | -                  | -                  | -                  | -                  | -                  | -           | -           | -           | -           | -           | 18     | 4      | 9      | 5      | 22,22      | Dimiss.                  |
| 2017- feb. 2018     | Triestina          | C                 | 22         | 7          | 9          | 6          | CI+CI-C         | 2+3             | 1+1             | 1+0             | 0+2             | -                  | -                  | -                  | -                  | -                  | -           | -           | -           | -           | -           | 27     | 9      | 10     | 8      | 33,33      | Dimiss.                  |
| ott. 2018-gen. 2019 | Levadeiakos        | SL                | 9          | 1          | 3          | 5          | CG              | 2               | 1               | 0               | 1               | -                  | -                  | -                  | -                  | -                  | -           | -           | -           | -           | -           | 11     | 2      | 3      | 6      | 18,18      | Sub., Eson.              |
| feb.-mag. 2019      | Novara             | C                 | 10         | 4          | 3          | 3          | CI-C            | -               | -               | -               | -               | -                  | -                  | -                  | -                  | -                  | -           | -           | -           | -           | -           | 10     | 4      | 3      | 3      | 40,00      | Sub., Eson.              |
| 2019-mar. 2020      | Honvéd             | NB I              | 24         | 9          | 7          | 8          | MK              | 7               | 5               | 1               | 1               | UEL                | 4                  | 1                  | 3                  | 0                  | -           | -           | -           | -           | -           | 35     | 15     | 11     | 9      | 42,86      | Dimiss.                  |
| feb.-giu. 2021      | Levadeiakos        | SL2               | 15         | 9          | 3          | 3          | CG              | -               | -               | -               | -               | -                  | -                  | -                  | -                  | -                  | -           | -           | -           | -           | -           | 15     | 9      | 3      | 3      | 60,00      | Sub., Dimiss.            |
| Totale Levadiakos   | Totale Levadiakos  | Totale Levadiakos | 24         | 10         | 6          | 8          |                 | 2               | 1               | 0               | 1               |                    | -                  | -                  | -                  | -                  |             | -           | -           | -           | -           | 26     | 11     | 6      | 9      | 42,31      |                          |
| 2021-gen. 2022      | Al-Ittihad Tripoli | PL                | 6          | 3          | 3          | 0          | CL              | -               | -               | -               | -               | CCL+CCAF           | 4+2                | 2+1                | 1+0                | 1+1                | -           | -           | -           | -           | -           | 12     | 6      | 4      | 2      | 50,00      | Dimiss.                  |
| ago.-ott. 2022      | Nocerina           | D                 | 4          | 1          | 2          | 1          | CI-D            | 1               | 1               | 0               | 0               | -                  | -                  | -                  | -                  | -                  | -           | -           | -           | -           | -           | 5      | 2      | 2      | 1      | 40,00      | Dimiss.                  |
| ott. 2022-2023      | Paradiso           | 1°L               | 21         | 13         | 5          | 3          | CS              | 1               | 0               | 0               | 1               | -                  | -                  | -                  | -                  | -                  | -           | -           | -           | -           | -           | 22     | 13     | 5      | 4      | 59,09      | Sub., 1º, (prom.)        |
| 2023-2024           | Paradiso           | PL                | 34         | 16         | 8          | 10         | CS              | 0               | 0               | 0               | 0               | -                  | -                  | -                  | -                  | -                  | -           | -           | -           | -           | -           | 34     | 16     | 8      | 10     | 47,06      | 4º                       |
| lug.-set. 2024      | Paradiso           | PL                | 9          | 3          | 1          | 5          | CS              | 2               | 1               | 0               | 1               | -                  | -                  | -                  | -                  | -                  | -           | -           | -           | -           | -           | 11     | 4      | 1      | 6      | 36,36      | Dimiss.                  |
| Totale Paradiso     | Totale Paradiso    | Totale Paradiso   | 64         | 32         | 14         | 18         |                 | 3               | 1               | 0               | 2               |                    | -                  | -                  | -                  | -                  |             | -           | -           | -           | -           | 67     | 33     | 14     | 20     | 49,25      |                          |
| mar.-mag. 2025      | Bellinzona         | CL                | 10         | 5          | 3          | 2          | CS              | -               | -               | -               | -               |                    |                    |                    |                    |                    |             |             |             |             |             | 10     | 5      | 3      | 2      | 50,00      | Sub. 7°                  |
| 2025-2026           | Al-Ahly Bengasi    | PL                | 0          | 0          | 0          | 0          | CL              | -               | -               | -               | -               | -                  | 0                  | 0                  | 0                  | 0                  | -           | -           | -           | -           | -           | 0      | 0      | 0      | 0      | —          |                          |
| Totale carriera     | Totale carriera    | Totale carriera   | 732        | 285        | 244        | 203        |                 | 81              | 34              | 17              | 30              |                    | 10                 | 4                  | 4                  | 2                  |             | 8           | 4           | 1           | 3           | 831    | 327    | 266    | 238    | 39,35      |                          |

## Palmarès

### Giocatore
- Coppa Italia Serie C: 1

Fanfulla: 1983-1984

### Allenatore

#### Club
- Campionato italiano Serie D: 1

Südtirol-Alto Adige: 1999-2000
- Campionato italiano Serie C2: 2

Pergocrema: 2007-2008
Varese: 2008-2009
- 1ª Lega - gr. 3: 1

Paradiso: 2022-2023

#### Individuale
- Panchina d'oro Prima Divisione: 1

2010
- Panchina d'argento: 1

2011